# To Beast or Not to Beast
To Beast or Not to Beast – szósty album studyjny fińskiego zespołu hardrockowego Lordi wydany 1 marca 2013 roku. Został wydany w Finlandii przez Sony Music, w reszcie Europy przez AFM Records, a na kontynencie amerykańskim przez The End Records. W Niemczech została wydana również wersja w postaci płyty winylowej.

## Lista utworów
| Nr  | Tytuł utworu                               | Długość |
| --- | ------------------------------------------ | ------- |
| 1.  | „We're Not Bad for the Kids (We're Worse)” | 3:23    |
| 2.  | „I Luv Ugly”                               | 3:48    |
| 3.  | „The Riff”                                 | 3:44    |
| 4.  | „Something Wicked This Way Comes”          | 4:58    |
| 5.  | „I'm the Best”                             | 3:16    |
| 6.  | „Horrifiction”                             | 3:29    |
| 7.  | „Happy New Fear”                           | 4:46    |
| 8.  | „Schizo Doll”                              | 4:34    |
| 9.  | „Candy for the Cannibal”                   | 4:43    |
| 10. | „Sincerely with Love”                      | 3:14    |
| 11. | „SCG6: Otus' Butcher Clinic”               | 3:24    |
|     |                                            | 43:19   |

## Twórcy
- „Mr. Lordi” – śpiew
- „Amen” – gitara elektryczna
- „OX” – gitara basowa
- „Hella” – instrumenty klawiszowe
- „Mana” – perkusja